# Sara Goudar
Sara Goudar (1745 – 1800) è stata un'avventuriera e scrittrice britannica, d'origine irlandese.
Cameriera in una birreria, "a sedici anni e vero prodigio di bellezza" secondo Casanova, incontrò a Londra Ange Goudar, che la fece sua amante, si occupò della sua educazione e infine la sposò. Viaggiando per tutta l'Europa con il marito, divenne l'amante di Ferdinando I delle Due Sicilie, che fece una pioggia di favori alla coppia prima di cacciarla da Napoli nel 1773 su pressione della moglie, Maria Carolina, sorella di Maria Antonietta. Rifugiatasi a Firenze con il marito, nell'ottobre del 1775 conobbe il Marchese de Sade, che ne divenne l'amante, descrivendola come "una delle tre donne più belle di Firenze, anche più delle altre due, tanto per la bellezza della sua figura quanto per la superiorità della sua altezza e la cultura della sua mente".

## Biografia
Casanova racconta nelle sue Mémoires l'incontro nel 1761 a Londra tra Ange Goudar e Sara:
(Giacomo Casanova, Storia della mia vita)
Sara fu la compagna di Ange Goudar dal 1763 e viaggiò con lui in tutta Europa prima di morire a Parigi intorno al 1800. I coniugi Goudar si recarono, tra l'altro, a Napoli, dove gestirono un casinò a Posillipo, e si dice che Sara divenne l'amante del re Ferdinando fino a quando la regina Maria Carolina, arciduchessa d'Austria, espulse la coppia dal Regno di Napoli.
Ange Goudar lasciò Sara nel 1790, che rimase in vita almeno fino al 1794.

## Opere
Tra le sue principali pubblicazioni: Remarques sur la musique et la danse ou lettres à milord Pembroke; Relation historique des divertissements du carnaval de Naples; Remarques sur les Anecdotes de Mme Dubarri. Durante il suo soggiorno in Italia, Sara Goudar scrisse anche Lettres sur le carnaval de Toscane (1776), in cui descriveva le usanze e le feste celebrate nel Granducato. Nel 1777 furono pubblicate le Œuvres mêlées de Sara Goudar.